# تيتانيوم لا بورتادا (برج)
Titanium La Portada بالعربيه (تيتانيوم لا بورتادا ) هو مبنى مكاتب في سانتياغو ، تشيلي . يقع في منطقة El Golf (الجورف) المالية الراقية بالعاصمة ، وهو ثاني أطول ناطحة سحاب في البلاد. بدأ البناء في يناير 2007 ، واكتمل في يناير 2010. تم تجاوزه في الارتفاع من قبل برج جران توري سانتياغو غير المكتمل في نوفمبر 2010. تم افتتاحه رسميًا في 3 مايو 2010. المهندسين المعماريين هم أبراهام سينرمان وأندريس ويل.

## شكل
يبلغ ارتفاع Titanium La Portada 205.0 متر (672.6 قدم) على السطح و 55 فوق الطابق الأرضي بالإضافة إلى 7 طوابق أخرى تحت الأرض. تستخدم الطوابق السبعة الموجودة تحت الأرض بشكل أساسي لمواقف السيارات. يوجد 20 مصعدًا عالي السرعة  لخدمة المبنى ، والتي تتحرك بسرعة 6.6 متر في الثانية (22 قدم/ث) . لديها ما مجموعه مساحات العرض من 129,500 متر مربع (1,394,000 قدم2) للاستخدام المكتبي المختلط. يوجد مهابطان للطائرات العمودية فوق المبنى. بحلول عام 2010 ، من المتوقع أن يكون Titanium La Portada هو 13 أطول مبنى في أمريكا اللاتينية .

## تفاصيل أخرى
بدأ البناء في يناير 2007 باستثمار قدره 120 مليون دولار أمريكي ، وكان من المتوقع افتتاحه في ديسمبر 2008. تشمل المواد الأولية المستخدمة الألمنيوم والخرسانة المسلحة والفولاذ والجرانيت والجدار الساتر الزجاجي . نظرًا لأن سانتياغو عرضة للزلازل ، فقد تم تثبيت المبنى على 50 متر (160 قدم) بعمق 65 برجًا من الخرسانة والفولاذ ، مما يسمح لها بمقاومة زلزال بقوة 9.0 على مقياس ريختر . لم يتعرض البرج لأية أضرار جراء الزلزال الذي وقع في فبراير 2010 ، على الرغم من انهيار أحد التركيبات الزخرفية في الخارج.
كانت المساحة التي يشغلها المبنى في السابق مركزًا تجاريًا راقيًا ، Portada de Vitacura. من أجل الاندماج بشكل جيد مع المنطقة المحيطة ، سيكون 70٪ من مستوى الأرض مفتوحًا للمشاة ، وسيكون الكثير من المساحات الخضراء والترفيهية.
Titanium La Portada هو أول مشروع في أمريكا الجنوبية يحصل على شهادة خضراء في نظام تصنيف LEED من قبل مجلس المباني الخضراء الأمريكي .